# 沙洛斯地区蒙福尔
沙洛斯地区蒙福尔（法語：Montfort-en-Chalosse，法語發音：[mɔ̃fɔʁ ɑ̃ ʃalɔs]），或纯音译作蒙福尔昂沙洛斯，是法国朗德省的一个市镇，位于该省南部，属于达克斯区。

## 地理
沙洛斯地区蒙福尔（43°42'39"N, 0°50'16"W）面积11.57 平方千米，位于法国新阿基坦大区朗德省，该省份为法国西南部沿海省份，是法國本土面积第二大的省，北起吉倫特省，西临大西洋，南至大西洋比利牛斯省，东临热尔省，东北与洛特-加龍省接壤。
与沙洛斯地区蒙福尔接壤的市镇（或旧市镇、城区）包括：巴奇、加马德莱班、日布雷、努斯、波亚尔坦。
沙洛斯地区蒙福尔的时区为UTC+01:00、UTC+02:00（夏令时）。

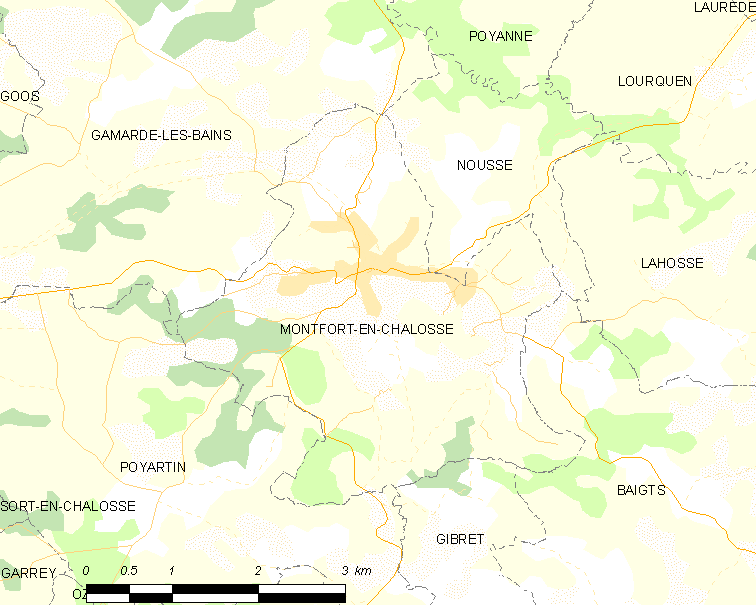
沙洛斯地区蒙福尔的OSM定位图

## 行政
沙洛斯地区蒙福尔的邮政编码为40380，INSEE市镇编码为40194。

## 政治
沙洛斯地区蒙福尔所属的省级选区为沙洛斯山坡县，同时也是该县的中央投票站所在地。

## 人口

1962-2008年间沙洛斯地区蒙福尔人口变化图示

沙洛斯地区蒙福尔于2022年1月1日时的人口数量为1223人。